# Sedorolis simplex
Sedorolis simplex is een pissebed uit de familie Serolidae. De wetenschappelijke naam van de soort is voor het eerst geldig gepubliceerd in 2009 door Bruce.